# Brachyrhynchocyon
Brachyrhynchocyon — вимерлий рід хижих ссавців з родини амфіціонових.